# Buddleja fusca
Buddleja fusca är en flenörtsväxtart som beskrevs av John Gilbert Baker. Buddleja fusca ingår i släktet buddlejor, och familjen flenörtsväxter. Inga underarter finns listade i Catalogue of Life.